# Physetica cucullina
Physetica cucullina là một loài bướm đêm trong họ Noctuidae.